# Dane Škerl
Danijel Škerl (bolje znan kot Dane Škerl), slovenski skladatelj, dirigent in pedagog, * 26. avgust 1931, Ljubljana, † 4. maj 2002, Ljubljana.

## Življenjepis
Kompozicijo je študiral v razredu Lucijana Marije Škerjanca na Akademiji za glasbo v Ljubljani, kjer je diplomiral leta 1952. Izpopolnjeval se je v Avstriji in Nemčiji, nato pa deloval kot skladatelj, dirigent in pedagog: med letoma 1954 in 1960 je poučeval na ljubljanski glasbeni šoli Franca Šturma, na sarajevski glasbeni akademiji pa naslednjih 10 let. Od leta 1970 je bil profesor kompozicije na Akademiji za glasbo v Ljubljani, kjer mu je bil ob upokojitvi leta 1997 podeljen naziv zaslužnega profesorja ljubljanske univerze. V njegovem razredu so diplomirali študentje: Rok Golob, Ambrož Čopi, idr.
Predaval je tudi na Oddelku za muzikologijo Filozofske fakultete Univerze v Ljubljani.

## Skladbe za orkester
- 7 simfonij (nastale v letih 1949, 1963, 1965, 1972, 1981, 1987 in 1992)
- Concertino št. 1 za klavir in godala, 1949
- Serenada za godala, 1952
- Koncert za orkester št. 1, 1956
- Concertino št. 2 za klavir in godala, 1959
- 18 etud za godala, 1960
- Invenzioni za violino in godala, 1960
- Kontrasti, 1961
- Koncert za klarinet in orkester, 1963
- Sinfonietta št. 1, 1964
- Piccola Suite, 1965
- Improvisazioni concertanti, za rog, violo in orkester, 1968
- Intrada, 1968
- Musica funebre, za pozavno in orkester, 1970
- Sinfonietta št. 2, 1971
- Sinfonietta št. 3, 1972
- Koncert za orkester št. 2, 1973
- 3 simfonične skice, 1981–1982
- Violinski koncert, 1983–1984
- Koncert za orkester št. 3, 1990
- 3 intermezzi, za violončelo solo, 1987
- Kantate, baleti; filmska glasba